# 54e cérémonie des New York Film Critics Circle Awards
La 54e cérémonie des New York Film Critics Circle Awards, décernés par le New York Film Critics Circle, a eu lieu le 15 janvier 1989, et a récompensé les films réalisés l'année précédente.

## Palmarès

### Meilleur film
- Voyageur malgré lui (The Accidental Tourist)
  - Un monde à part (A World Apart)
  - Faux-semblants (Dead Ringers)
  - L'Insoutenable Légèreté de l'être (The Unbearable Lightness of Being)
  - Mississippi Burning

### Meilleur réalisateur
- Chris Menges pour Un monde à part (A World Apart)
  - Clint Eastwood pour Bird
  - Wim Wenders pour Les Ailes du désir (Der Himmel über Berlin)
  - Lawrence Kasdan pour Voyageur malgré lui (The Accidental Tourist)

### Meilleur acteur
- Jeremy Irons pour Faux-semblants (Dead Ringers)
  - Dustin Hoffman pour Rain Man
  - Tom Hanks pour Big
  - Gene Hackman pour Mississippi Burning

### Meilleure actrice
- Meryl Streep pour Un cri dans la nuit (A Cry in the Dark)
  - Jodie Foster pour Les Accusés (The Accused)
  - Carmen Maura pour Femmes au bord de la crise de nerfs (Mujeres al borde de un ataque de nervios)
  - Melanie Griffith pour Working Girl

### Meilleur acteur dans un second rôle
- Dean Stockwell pour Veuve mais pas trop (Married to the Mob) et Tucker : L'homme et son rêve (Tucker: The Man and His Dream)
  - Alec Guinness pour La Petite Dorrit (Little Dorrit)
  - Martin Landau pour Tucker : L'homme et son rêve (Tucker: The Man and His Dream)
  - Tim Robbins pour Duo à trois (Bull Durham)

### Meilleure actrice dans un second rôle
- Diane Venora pour Bird
  - Jodhi May pour dans Un monde à part (A World Apart)

### Meilleur scénario
- Duo à trois (Bull Durham) – Ron Shelton
  - Un monde à part (A World Apart) – Shawn Slovo
  - Voyageur malgré lui (The Accidental Tourist) – Frank Galati et Lawrence Kasdan

### Meilleure photographie
- Les Ailes du désir (Der Himmel über Berlin) – Henri Alekan
  - L'Insoutenable Légèreté de l'être (The Unbearable Lightness of Being) – Sven Nykvist
  - Pelle le Conquérant (Pelle Erobreren) – Jörgen Persson

### Meilleur film en langue étrangère
- Femmes au bord de la crise de nerfs (Mujeres al borde de un ataque de nervios) •  Espagne
  - Au revoir les enfants •  France/ Allemagne/ Italie